# الگوهای طراحی (کتاب)
الگوهای طراحی: عناصر دوباره قابل استفاده نرم‌افزار شیءگرا (به انگلیسی: Design Patterns: Elements of Reusable Object-Oriented Software) یک کتاب مهندسی نرم‌افزار است که الگوهای طراحی را شرح می‌دهد. نویسنده‌های این کتاب اریک گاما، ریچارد هلم، رلف جانسون و جان ولیساید و پیش‌گفتاری از گریدی بوچ هستند. نویسندگان این کتاب به Gang of Four نیز معروف هستند. این کتاب به دو بخش تقسیم شده‌است، با دو فصل نخست در قابلیت‌ها و مشکلات برنامه‌نویسی شیءگرا به اکتشاف می‌پردازیم و باقی فصول ۲۳ الگوی طراحی کلاسیک را شرح می‌دهد. این کتاب شامل نمونه‌هایی به زبان سی پلاس‌پلاس و اسمال‌تاک است.

## الگوهای کتاب بر اساس نوع
کتاب الگوهای طراحی را به ۳ دسته تقسیم کرده است که در ادامه آن‌ها را می‌بینیم.

### الگوهای خلاقیت (ساختنی)
الگوهای خلاقیت (Creational patterns)، آن‌هایی هستند که برای حل مشکلات مربوط به ایجاد اشیا در نرم‌افزار ارائه شده‌اند. به طور مثال موارد زیر جزء این الگوها هستند:
- الگوی کارخانه‌ی انتزاعی
- الگوی سازنده
- الگوی متد کارخانه شیء
- الگوی نمونه اولیه
- الگوی یگانه

### الگوهای ساختاری
الگوهای ساختاری (Structural patterns)، مجموعه‌ای از راه حل‌هایی هستند که برای حل مشکلات توسعه‌پذیری ساختار نرم‌افزارها، به کمک برنامه‌نویسان می‌آیند. این الگوهای طراحی برای مدیریت ارتباط میان کلاس‌ها و شی‌ها با یک‌دیگر استفاده می‌شوند. به طور مثال موارد زیر جزء این الگوها هستند:
- الگوی آداپتور
- الگوی پل
- الگوی کامپوزیت
- الگوی آذینگر
- الگوی نما
- الگوی مگس وزن
- الگوی وکالت

### الگوهای رفتاری
الگوهای رفتاری (Structural patterns)، مجموعه ای از راهکارهای برنامه‌نویسی مربوط به تعامل و ارتباط اشیا هستند. به طور مثال موارد زیر جزء این الگوها هستند:
- الگوی زنجیره مسئولیت
- الگوی فرمان
- الگوی تکرار
- الگوی میانجی
- الگوی یادگاری
- الگوی ناظر
- الگوی حالت
- الگوی استراتژی
- الگوی متد قالبی
- الگوی بازدیدگر